# کنترا: یگان سرسخت
«کنترا: یگان سرسخت» (انگلیسی: Contra: Hard Corps) یک بازی ویدئویی دویدنی و تفنگی (شوت ام آپ) است که توسط کونامی برای سگا مگا درایو در سال ۱۹۹۴ منتشر شد و آنرا به اولین بازی از سری کنترا تبدیل کرد که برای پلتفرم سگا منتشر شد.